# Classics Four BLUE Smile Blue
「Classics Four BLUE Smile Blue」（クラシックス・フォー ブルー スマイル・ブルー）は、DEENのコンセプチュアル・マキシシングル。

## 作品解説
- クラシックスシリーズとして四季を切り取ってきた一連の作品の第4弾で最終章。
- 遠距離恋愛が結ばれるドライブをテーマとする歌。
- 8月からスタートするDEEN初の47都道府県ツアーのテーマソング。
- 着うた史上初企画となる47都道府県の名前入りの「Smile Blue」47都道府県 Versionが配信された[1]。
- 通常盤と初回限定盤とではCDの色が異なる。
- フィーチャーされた押尾コータローはDEENからのオファーを受け嬉しく思ったのと同時に、「ギターの人いるのになんで?」と思ったという。ライブでもゲストとして招かれており、別のライブでは、田川と押尾がセッションする機会も見られるなど、この楽曲をきっかけに交流がある。

## 収録トラックス
1. Smile Blue 〜DEEN featuring 押尾コータロー〜
作詞：池森秀一 / 作曲：山根公路 / 編曲：山根公路
日本テレビ系列『NNN Newsリアルタイム』の「エンタメSPORTS」テーマソング。期間は、8月6日から9月末まで。
2. Sunrise Sunset
作詞：池森秀一 / 作曲・編曲：田川伸治
クレールベイサイド - CMソング
3. Smile Blue<Ocean Breeze>
作曲：山根公路 / 編曲：田川伸治
4. SUNSHINE ON SUMMER TIME 2007
作詞：池森秀一 / 作曲：宇津本直紀 / 編曲：Steve Good
10thシングルのアレンジ
5. Memories 2007
作詞：池森秀一・井上留美子 / 作曲：織田哲郎 / 編曲：田川伸治
3rdシングルのアレンジ
6. Smile Blue<Eternal Summer>
作曲：山根公路 / 編曲：田川伸治

## 収録アルバム
Smile Blue
- 『DEEN The Best Classics』
- 『ナツベスト 〜DEEN SUMMER TIME MELODIES〜』 (初回限定盤のみ)
- 『DEENAGE MEMORY -20周年記念ベストアルバム-』
- 『バタフライ』
- 『DEEN The Best FOREVER 〜Complete Singles +〜』

Sunrise Sunset
- 『DEEN The Best Classics』
- 『ナツベスト 〜DEEN SUMMER TIME MELODIES〜』(初回限定盤のみ)
- 『Another Side Memories〜Precious Best II〜』

SUNSHINE ON SUMMER TIME 2007
- 『DEEN The Best Classics』
- 『ナツベスト 〜DEEN SUMMER TIME MELODIES〜』(初回限定盤のみ)

Memories 2007
- 『DEEN The Best Classics』

## 参加ゲストミュージシャン
Smile Blue
- 押尾コータロー：Acoustic Guitar （by the courtesy of SME Records Inc,）
- HIDE：Drums
- 宮野和也：Bass
- 大井実夏&下川美帆ストリングス：Strings

Sunrise Sunset
- HIDE：Drums
- 宮野和也：Bass

SUNSHINE ON SUMMER TIME 2007
- Steve Good：Synthesizer & Programming
- HIDE：Drums
- 宮野和也：Bass

Memories 2007
- HIDE：Drums
- 宮野和也：Bass
- Sunny(Jtos)：Rap